# Kvarndammen, Bohuslän
Kvarndammen är en sjö i Stenungsunds kommun i Bohuslän och ingår i Göta älv-Bäveåns kustområde. Sjön har en area på 0,0741 kvadratkilometer och ligger 113,4 meter över havet. Sjön avvattnas av vattendraget Bratteforsån.

## Delavrinningsområde
Kvarndammen ingår i det delavrinningsområde (644896-127599) som SMHI kallar för Inloppet i Stora Hällungen. Medelhöjden är 116 meter över havet och ytan är 16,91 kvadratkilometer. Det finns inga avrinningsområden uppströms utan avrinningsområdet är högsta punkten. Avrinningsområdets utflöde Bratteforsån mynnar i havet. Avrinningsområdet består mestadels av skog (70 procent) och jordbruk (12 procent). Avrinningsområdet har 0,4 kvadratkilometer vattenytor vilket ger det en sjöprocent på 2,4 procent.